# دوو سلتزر
دوو سلتزر (انگلیسی: Dov Seltzer؛ زادهٔ ۲۶ ژانویهٔ ۱۹۳۲) یک آهنگساز، موسیقی‌دان و رهبر ارکستر اهل اسرائیل و زادهٔ رومانی است.
از فیلم‌ها یا مجموعه‌های تلویزیونی که وی در آن‌ها نقش داشته‌است می‌توان به توطئه اورانیوم، سازمان مخفی آسیزی و سفیر اشاره نمود.
وی همچنین برندهٔ جوایزی همچون جایزه اسرائیل شده‌است.